# Amudien
Mit Amudien wird eine Zeitspanne bezeichnet, die durch eine der ältesten archäologischen Klingenindustrien markiert wird. Das Amudien gehört der mittleren Altsteinzeit (Mittelpaläolithikum) an und tritt im Nahen Osten ab etwa 130.000 v. Chr. auf.
Mit dieser Zeitstellung nimmt das Amudien eine Sonderstellung ein, da die anderen Klingenindustrien erst zwischen etwa 40.000-10.000 v. Chr. existierten. Es scheint so, dass nach dem Amudien die Produktion von Klingen gar nicht (oder eventuell im Jabrudien) weitergeführt wurde und die Klinge erst einige zehntausend Jahre später, in der jüngeren Altsteinzeit (Jungpaläolithikum) neu erfunden wurde. Die Frage nach einem möglichen Zusammenhang zwischen dem Amudien, dem Jabrudien und der jungpaläolithischen Klingenindustrie hängt von der Datierung des Amudien ab, die aber umstritten ist.
Die Ausgrabungen der Karmel-Höhlen (Tabun) erbrachten einige Details in der Abfolge der altsteinzeitlichen Kulturen der Levante. Viele Schichten konnten mittels Kalium-Argon-Methode und Radiokohlenstoffmethode datiert werden. Die ältesten Funde stammten aus der frühen Altsteinzeit, dem späten Acheuléen (550.000-175.000 v. Chr.). Es folgten Komplexe, in der die zum Moustérien überleitende erste Phase der Jabrudkultur (Jabrudien – 175.000-100.000 v. Chr.) vorherrscht. Das Amudien gehört zusammen mit der zweiten Phase der Jabrudkultur bereits zum Moustérien (100.000 v. Chr. bis 35.000 v. Chr.). Darauf folgen die Geräteindustrien des Aurignacien (35.000-17.000 v. Chr.) und des Kebaran (17.000 bis 10.500 v. Chr.), die der späten Altsteinzeit angehören. Das nachfolgende Natufien (10.500 bis 8.500 v. Chr.) gehört bereits zur Jungsteinzeit.